# Намуна (Алтынкульский район)
Намуна (узб. Namuna / Намуна) — посёлок городского типа, расположенный на территории Алтынкульского района Андижанской области Республики Узбекистан.

Статус посёлка городского типа с 2009 года.